# Бужаниновский сельский округ
Бужаниновский сельский округ — упразднённая административно-территориальная единица, существовавшая на территории Сергиево-Посадского района Московской области в 1994—2006 годах.
Бужаниновский сельсовет был образован в первые годы советской власти. По данным 1922 года он входил в состав Рогачёвской волости Сергиевского уезда Московской губернии.
В 1923 году Бужаниновский с/с был упразднён путём присоединения к Леоновскому с/с.
Вторично Бужаниновский с/с был образован 14 июня 1954 года в составе Загорского района Московской области путём объединения Душищевского, Дивовского и Леоновского с/с.
30 декабря 1959 года из Бужаниновского с/с в Наугольновский были переданы селения Веригино, Душищево и Редриковы Горы.
1 февраля 1963 года Загорский район был упразднён и Бужаниновский с/с вошёл в Мытищинский сельский район. 11 января 1965 года Бужаниновский с/с был возвращён в восстановленный Загорский район.
16 сентября 1991 года Загорский район был переименован в Сергиево-Посадский.
3 февраля 1994 года Бужаниновский с/с был преобразован в Бужаниновский сельский округ.
14 сентября 2004 года посёлок Бужаниново был присоединён к селу Бужаниново.
В ходе муниципальной реформы 2005 года Бужаниновский сельский округ прекратил своё существование как муниципальная единица. При этом все его населённые пункты были переданы в сельское поселение Березняковское.
29 ноября 2006 года Бужаниновский сельский округ исключён из учётных данных административно-территориальных и территориальных единиц Московской области.